# Hans-Edgar Endres
Hans-Edgar Endres (1894 - ap. 1942) est un bobeur allemand. Il a participé aux Jeux olympiques d'hiver de 1928.

## Biographie
Hans-Edgar Endres naît à Metz, alors en Allemagne, le 17 août 1894. La Fédération internationale de bobsleigh est créée en 1923, soit un an avant les premiers Jeux olympiques d'hiver de Chamonix. En 1928, il participe aux jeux olympiques d'hiver de Saint-Moritz, où est exceptionnellement programmée une épreuve de bob à cinq. L'équipe allemande est performante, mais n'obtient pas les résultats escomptés.
Endres devient ensuite administrateur sportif. De 1928 à 1935, il est trésorier de l’Association allemande de bobsleigh, où il est nommé vice-président de 1934 à 1935. En 1936, il devient membre du comité d’organisation des Jeux olympiques d’hiver à Garmisch-Partenkirchen pour sa discipline. 
Endres étant par ailleurs officier de réserve dans l'armée allemande, il est promu capitaine en 1934, puis commandant, et enfin lieutenant-colonel, en 1942, alors qu'il est affecté à l'état-major.

## Sources
- Notice sur sports-reference.com